# The Pandemic Special
«The Pandemic Special» (en español, «El especial de pandemia») es un episodio especial de una hora de duración de la serie de televisión animada estadounidense, South Park. Se trata del episodio número 308 de la serie en general, y se estrenó el 30 de septiembre de 2020 en Estados Unidos en Comedy Central, simultáneamente junto con MTV y MTV2.
El especial satiriza aspectos de la respuesta de la humanidad antes la pandemia de COVID-19 en los Estados Unidos, la brutalidad policial y los disturbios raciales, incluida la salud mental, el uso inadecuado de mascarillas, la educación, la sinofobia y sentimiento antiasiático y la desinversión de la policía. Los críticos elogiaron los comentarios sociales y el humor, pero criticaron la trama y la duración general del episodio. Por otra parte, Adam Beam de The Slate opinó que el tiempo de duración del episodio no fue suficiente para desarrollar los diversos hilos de la historia. El episodio ha sido uno de los episodios de South Park con mayor audiencia en más de diez años, atrajo a más de 4.05 millones de espectadores y se convirtió en el programa más visto de la noche.
Después de su debut en Comedy Central, el episodio se lanzó en el sitio web de South Park de forma gratuita, así como en la aplicación Comedy Central y el sitio web con autenticación de TV Everywhere. También se estrenó en HBO Max en Estados Unidos 24 horas después de su estreno. Es el primer episodio nuevo de South Park lanzado en HBO Max después de que el servicio obtuvo los derechos para el programa de ViacomCBS, terminando su contrato con Hulu.

## Recepción

### Audiencia
El episodio atrajo a 2.3 millones de espectadores en Comedy Central, y un total de 4.05 millones de espectadores en general, incluida la transmisión simultánea en MTV y MTV2, lo que hace que se convierta en el episodio de South Park con mayor audiencia desde «Go Fund Yourself» de 2014. El episodio fue la transmisión por cable número uno en la noche del 30 de septiembre de 2020.

### Respuesta crítica
Jesse Schedeen, escribiendo para IGN, le dio al episodio un 5 sobre 10, escribiendo: «No hay duda de que un nuevo South Park es mejor que ningún South Park. Desafortunadamente, el primer experimento de la serie con un formato más largo e independiente no lo hace. «The Pandemic Special» tiene momentos de brillantez cómica, pero es derribado por una trama desordenada que lucha por darle un nuevo giro a la realidad de la vida en 2020». Stephanie Williams para The AV Club le dio al episodio una B+ y dijo: «Si bien las cosas estaban lejos de ser normales para los residentes de South Park en este especial de una hora, el programa se mantiene fiel a su forma, ofreciendo una sorprendente fuente de consistencia. El mundo está en completo caos, que no podría ser más de marca para South Park».
Ben Travers de IndieWire le dio al especial una calificación general de B-, elogiando el especial por cómo abordó los problemas sociales, declarando, «[...] felicitaciones a South Park por ser una de las primeras series con guion en abordar la nueva cabeza normal de Estados Unidos y todo el tiempo argumentando en contra de su propia existencia. El especial de una hora tenía muchos objetivos—desde policías con gatillos hasta un Mickey Mouse violador de murciélagos—, pero realmente solo marcó su propia relevancia en estos tiempos difíciles. al final, «The Pandemic Special» está aquí solo porque la televisión es un servicio esencial y aún lucrativo». Andrew Bloom de Consequence of Sound le dio a la película una crítica mixta, elogiando los comentarios sociales pero criticando la trama, diciendo: «Es poco probable que «The Pandemic Special» se convierta en el nuevo episodio favorito de South Park. Las aventuras de Randy están bien, pero nada realmente nuevo [..] El preservacionismo hogareño de Cartman es divertido pero leve. Y el comentario social en juego aquí es entretenido, pero no exactamente revolucionario. Sin embargo, lo que es novedoso es ese tipo de sinceridad y vulnerabilidad que proviene del portavoz habitual del programa, haciéndose eco de lo que todos estamos haciendo todos hasta ahora. Hay una resonancia particular para eso en el momento presente, especialmente cuando una serie que de otra manera puede proyectar la sensación de estar «por encima de todo» está admitiendo que esto duele».
Un punto de crítica para varios críticos fue la duración total del especial. Al escribir para The Slate, Adam Beam declaró: «El tiempo de duración de una hora daña mucho este especial, y mucho el de este material, funcionaría mejor si se diera más tiempo al programa para desarrollarse. Tal vez como sus propios episodios individuales. Los chistes aterrizan y muchos fanáticos de South Park disfrutarán, «The Pandemic Special» carece de cualquier tipo de enfoque, ya que lucha por meter demasiado material en un marco de tiempo muy limitado. No importa cómo se sienta acerca del especial, el equipo creativo continúa trabajando en la nueva temporada de forma remota».